# Canadian Society of Cinematographers
Pour les articles homonymes, voir CSC.
La Canadian Society of Cinematographers (CSC) (Société canadienne des cinéastes) est une organisation professionnelle canadienne, fondée en 1957, à but non lucratif comptant plus de 500 membres dont la mission est de promouvoir la créativité artistique et les compétences requises pour la cinématographie. Les membres de la Société canadienne des directeurs de la photographie ont obtenu une reconnaissance nationale pour leur travail dans divers domaines du cinéma : longs métrages, documentaires, séries télévisées, émissions spéciales et publicités. Les membres pleinement accrédités de cette société sont autorisés à apposer les lettres C.S.C. ou csc après leurs noms.
La Canadian Society of Cinematographers (CSC)  organise chaque année un gala de remise de prix à Toronto, en Ontario, pour souligner les réalisations des cinéastes canadiens. En 2017, elle a célébré le 60e anniversaire du gala de remise de prix de la SCC.

## Historique
L'idée de fonder la Canadian Society of Cinematographers (CSC) est née de l'inspiration de quatre cadreurs : Herbert Alpert, M. Jackson-Samuels, Fritz Spiess et Bob Brooks. En 1957, après s'être croisés à plusieurs reprises dans le hall d'un studio de cinéma situé à l'angle des rues Woodbine et Danforth (alors connu sous le nom de Meridian Films), dans l'est de Toronto, ces cadreurs décidèrent de créer une organisation consacrée à l'art cinématographique. L'objectif de la société était d'être synonyme au Canada de l'American Society of Cinematographers.
Le gouvernement fédéral n'a reconnu la légitimité de la société qu'en 1960, date à laquelle le secrétaire d'État l'a officialisée. La CSC a siégé au comité consultatif de la Société de développement de l'industrie cinématographique canadienne, aujourd'hui connue sous le nom de Téléfilm Canada.
En 1962, la Canadian Society of Cinematographers (CSC) a publié une revue intitulée Canadian Cinematography, qui a changé de nom pour Cinema Canada en 1967. En 1989, la revue Cinema Canada a changé de nouveau son nom pour s'intituler Canadian Cinematographer.

## Canadian Society of Cinematographers Awards
Chaque année, la Canadian Society of Cinematographers organise un gala de remise des prix à Toronto, en Ontario, pour honorer les œuvres et les réalisations des directeurs de la photographie canadiens de l'industrie. En 2017, le SCC a célébré son 60e anniversaire du gala des prix du SCC.
Leurs catégories de prix sont divisées en sections, qui sont :
- Prix spéciaux et distinctions
- Directeur de la photographie - Catégories
- Catégories de directeur de la photographie

Chaque section contient plusieurs récompenses qui peuvent être décernées aux récipiendaires chaque année.

### Palmarès 1987

#### Meilleure photographie dans un long métrage
- La Mouche (The Fly) – Mark Irwin

### Palmarès 2019

#### Meilleure photographie dans un long métrage
- Bienvenue à Marwen (Welcome to Marwen) – C. Kim Miles